# 咸阳高新技术产业开发区
咸阳高新技术产业开发区位于陕西省咸阳市，是2012年8月经国务院批准升级为国家高新技术产业开发区的高新区。

## 历史沿革
- 1992年5月：经陕西省人民政府批准，建立省级咸阳高新技术产业开发区。
- 2006年1月：通过了国家发改委第三批审核。
- 2012年8月：经国务院批准升级为国家高新技术产业开发区[2]。